# Assur-dan I
Aššur-dan I was koning van Assyrië van 1178 - 1134 v. Chr.
Hij volgde Ninurta-apil-ekur op. In zijn tijd was Elam een mogendheid van belang die zelfs enige tijd de oostelijke provincies van Assur wist te bezetten. Onder Assur-dan beleefde het Assyrische rijk een tijd van herstel na de dynastieke problemen die ontstaan waren met de moord op Tukulti-Ninurta I.
Rond 1166 werden de beelden van Marduk en Zanapitum die Tukulti-Ninurta I uit Babylon had weggehaald teruggeven, mogelijk in een poging groter aanzien in het buurland te verwerven. In 1160 versloeg hij Kar-Duniash. De Synchronistische Geschiedenis vermeldt een treffen tussen hem en Zababa-shuma-iddina en vermeldt dat hij Zaban, Irriya, Ugars[llu (en?) plunderde?] en met buit beladen terugkeerde.  Zijn aanval verzwakte het buurland dusdanig dat drie jaar later de koning van Elam een einde maakte aan de Kassieten-dynastie die er zo'n vier eeuwen aan de macht geweest was. De godenbeelden belandden daarmee in Elam.
Hoewel Assur-dan weinig munt wist te slaan uit zijn overwinning op Babylon was zijn lange regering in het algemeen een periode van voorspoed waarin hij aanzienlijke herstelwerkzaamheden kon uitvoeren. In 1187 had een zware aardbeving de tempel van Ishtar vernietigd en Assur-dan herbouwde hem. Hij ontving schatting van de Sutu en wist ook de Ahlamu in bedwang te houden.
Hij overleed op hoge leeftijd en werd opgevolgd door Ninurta-tukulti-Assur